# Quatre Motors per a Europa
Els Quatre Motors per a Europa (4ME) és una associació de cooperació interregional entre els territoris de Catalunya, Baden-Württemberg (BW), la Llombardia (Itàlia) i Alvèrnia-Roine-Alps (AURA) amb l'objectiu d'enfortir i incrementar les potencialitats econòmiques, científiques, socials i culturals d'aquests territoris, que destaquen per ser capdavanters a escala europea en aquests àmbits.
L'associació vetlla per la internacionalització dels seus membres, així com per la seva participació activa en la construcció europea, principalment a través de solucions i posicionaments conjunts que són presentats davant de les institucions europees.

## Els principals objectius dels Quatre Motors per a Europa (4ME)
- Reforç de la competitivitat i cooperació en sectors clau per als respectius territoris com són: l'economia, les tecnologies de la informació i la comunicació, la recerca i innovació i el medi ambient.
- Intercanvi de bones pràctiques en aquests sectors.
- Elaboració de posicionaments polítics comuns per presentar davant de les institucions europees.
- Organització d'esdeveniments conjunts per compartir bones pràctiques i posicionar-se conjuntament sobre un tema específic.
- Promoció de la internacionalització dels territoris i les seves empreses

En blau clar, les regions que formen els Quatre Motors per a Europa.

## Història
Abans de la fundació dels 4ME es van establir acords de cooperació entre aquests territoris, que van esdevenir els antecedents de l'associació. Així, el 17 de juny de 1986, les regions de Baden-Württemberg i l'aleshores Roine-Alps van acordar intensificar la cooperació en l'àmbit de la política tecnològica i d'investigació, així com la cooperació econòmica entre les pimes, l'educació, la formació i els intercanvis culturals i juvenils. Dos anys després, Baden-Württemberg va firmar els mateixos acords de cooperació amb la Llombardia (30 de maig de 1988) i amb Catalunya (3 de novembre de 1988). Al mateix temps, les regions associades amb Baden-Württemberg també van firmar acords de cooperació bilateral entre elles: Roine-Alps amb la Llombardia (9 d'abril de 1987), Catalunya amb la Llombardia (1 de març de 1988) i Catalunya amb Roine-Alps (24 de març de 1988).
Aquests acords de cooperació bilateral van derivar en la fundació dels 4ME, que es va constituir el 9 de setembre de 1988 per mitjà de la signatura d'un memoràndum pels presidents de les quatre regions: Lothar Späth, l'impulsor dels 4ME (Baden-Württemberg), Jordi Pujol (Catalunya), Charles Béraudier (Roine-Alps) i Bruno Tabacci (Llombardia). Un dels objectius en aquell moment era aconseguir el mercat únic de la Unió Europea.
Des de la seva creació, els 4ME s'ha caracteritzat per una aposta clara per la creativitat i la innovació i per realitzar regularment accions conjuntes. En els últims anys l'estratègia de la xarxa s'ha centrat en la competitivitat, l'economia i les ciències i la tecnologia.

## Les quatre regions originals
| Territori         | Superfície (km²) | Població   | Ciutat principal |
| ----------------- | ---------------- | ---------- | ---------------- |
| Baden-Württemberg | 35.752           | 10.951.893 | Stuttgart        |
| Catalunya         | 32.106           | 7.534.813  | Barcelona        |
| Llombardia        | 23.863           | 10.036.258 | Milà             |
| Roine-Alps        | 43.698           | 8.037.059  | Lió              |

## Quatre Motors i territoris associats
En algunes ocasions, territoris de característiques similars s'adhereixen als 4ME, en qualitat d'associats, per participar en algunes iniciatives, sobretot en cooperació econòmica. És el cas de Flandes (Bèlgica), Gal·les (Regne Unit) i el Quebec (Canadà). De tota manera, en la majoria d'activitats tan sols hi participen els quatre territoris signataris.

## Context i funcionament
L'associació dels 4ME no disposa d'una estructura institucional independent, fet que proporciona una gran flexibilitat institucional i agilitat al seu funcionament, sense estatuts formals però amb un compromís adquirit. L'execució de les tasques administratives recau bàsicament en la regió que en té la presidència. Els presidents de les quatre regions i els ministres de l'àmbit en qüestió prenen les decisions programàtiques.
La presidència és rotatòria i dura aproximadament un any. Culmina amb una reunió de presidents, en el marc de l'acte de traspàs de la presidència. Durant aquesta reunió s'aprova el pla de treball anual, que es porta a la pràctica mitjançant diferents grups de treball.
La presidència actual l'exerceix Baden-Württemberg (octubre 2017 – principis 2019). La Llombardia en prendrà el relleu a principis de 2019, i mitjan 2020 serà el torn de Catalunya.
La darrera presidència de Catalunya va ser del gener de 2015 al maig de 2016, i es va fer una aposta clara per les TIC i l'agenda digital europea, per tal d'estar a l'avantguarda europea de la revolució digital. Al llarg de la presidència es va aconseguir traslladar les reivindicacions dels 4ME a persones tan rellevants com l'aleshores president del Comitè de les Regions, Markku Markkula, o l'aleshores comissari europeu d'Economia i Societat Digital, Günther Oettinger.

## Estructura
L'associació s'estructura en diferents grups de treball que, en funció de les necessitats de cada moment i de l'estructura orgànica de cada territori, evolucionen i s'adapten. El seu objectiu principal és fomentar més projectes de col·laboració i desenvolupar sol·licituds conjuntes efectives per a les convocatòries europees. A nivell formal, en l'actualitat hi ha quatre grups actius:
- El grup de treball d'economia, coordinat per Catalunya. Treballa per a la internacionalització dels territoris i empreses dels 4ME, així com per reforçar el diàleg sobre clústers i innovació.
- El grup de medi ambient, coordinat per la Llombardia. Treballa per a l'intercanvi d'experiències i el desenvolupament de polítiques i estratègies en l'àmbit del medi ambient.
- El grup de mobilitat i formació professional, coordinat per Alvèrnia-Roine-Alps, està en funcionament des de 2017.
- El grup de recerca i educació superior, coordinat per Baden-Württemberg, entrà en funcionament el 2017.

## Activitats
Missió institucional, tècnica i empresarial
Una de les principals activitats dels 4ME són les missions institucionals, tècniques i empresarials, que constitueixen una oportunitat per consolidar la cooperació interregional, projectar la internacionalització dels territoris i explorar conjuntament les oportunitats que ofereix un tercer país, en qualsevol àmbit rellevant que abasti des de les institucions i l'economia fins a les tecnologies.
Fins avui, s'han realitzat diverses missions econòmiques arreu del món: el 2002 a Beijing; el 2003 a Atlanta; el 2005 a la República Txeca; el 2006 al Marroc; el l'Índia; el Rússia; el 2010 al Brasil; el 2012 al Mercosur; el 2013 a Sèrbia; el 2014 al Quebec, el 2015, sota la presidència catalana, a Xile; i el 2017 a Copenhagen i la regió d'Escània.
Participació en els Open Days
Anualment els 4ME organitzen conjuntament un side event en el marc dels Open Days (setmana europea de les regions i ciutats) organitzats pel Comitè de les Regions a Brussel·les.